# エメット郡 (ミシガン州)
エメット郡（英: Emmet County）は、アメリカ合衆国ミシガン州ロウアー半島の北部に位置する郡である。2010年国勢調査での人口は32,694人であり、2000年の31,437人から4.0%増加した。郡庁所在地はペトスキー市（人口5,670人）であり、同郡で人口最大の都市でもある。
エメット郡は1840年4月1日にマキナック郡から分離して設立された。当初は「トーンダガナ郡」という名称だったが1843年3月8日に現在の名称に変更された。設立されてからも10年以上は管理目的でマキナック郡に付設され、1853年になって郡政府が組織された。郡名はアイルランドの愛国者のロバート・エメットに因んで名付けられた。エメットは23歳の時にイギリス政府に対する反逆罪で絞首刑に処された。1843年には州内で16の郡が改名され、そのうち5つはアイルランドを起源とする名前になっており、州内にアイルランドからの移民が増えていたことに敬意を表したと考えられている。
エメット郡はミトンの形をしたロウアー半島の頂部に位置し、西にミシガン湖、北にマキナック海峡、東にシボイガン郡、南はシャルルボア郡に接している。
エメット郡にはハンガーフォードのクローリング・ウォーター・ビートルというミシガン州では絶滅が危惧され、世界でも絶滅危惧種となっている水生甲虫が生息している。世界でも5か所のみに生息し、そのうち2か所がエメット郡にある。そのうちの1つで、メイプル川の東支流をダグラス道路が越える所から2.5マイル (4 km) 下流では約1,000の生体が見つかっており、唯一安定した数を保っている。この地域はミシガン大学生物学観測所の境界の内外にある。もう1か所はカープレイク川をオリバー道路が越える所近くであり、1997年に成虫4匹が見つかったが、道路の浸食が悪影響を及ぼしているようで、2003年に行った最後の調査では生体が見つからなかった。

## 歴史
オタワ族インディアンの歴史では、エメと郡となった地域に「プレーリーの部族」を意味するマシュコデシュと呼んだインディアン部族が数多く住んでいた。マシュコデシュ族は農業社会であり、「草の多い平原を構成した栽培場が衰えて放棄するときに、森を作ることで土地を形作ったと言われている。オタワ族の伝承では、マシュコデシュ族がオタワ族の戦士隊を侮辱した後で、マシュコデシュ族の4万人ないし5万人を殺し、残った者は土地から追い出したとされている。
この地域にヨーロッパ人の探検家や開拓者が最初に訪れ、ヌーベルフランスに所属するものとなったとき、オジブワ族インディアンが主な住人だった。フランスは1715年頃にミチリマキナック砦を設立した。1761年にイギリスがこの砦を奪い、交易拠点として使い続けた。1763年、ポンティアックの反乱の中でオジブワ族インディアンがこの砦を占領し、1年間保持した後で、イギリスが取り返した。イギリスは近くのマキノー島に石灰岩造りのマキナック砦を建設した後、1781年に前の木製砦を放棄した。エメット郡西部の湖岸にあったインディアンの集落は、砦の放棄後も繁栄を続けた。
1840年代、ミシガン湖の湖岸、現在のハーバースプリングスからクロスビレッジまで、インディアンの集落が並んでいた。この地域はアメリカ合衆国政府とインディアンが結んだ条約の規定に従い、インディアンのために保護されていた。
1847年、一群のモルモン教徒が近くのビーバー島に入植し、「王」ジェイムズ・ジェシー・ストラングが率いる「王国」を樹立した。ここではストラングの追随者と他の白人開拓者の間に軋轢が生じた。その地位の強化を目指したストラングはミシガン州下院議員になった。1853年1月、「エメット郡を組織し、郡域に近くのミシガン湖にある島とシボイガンの一部を加えて拡大する」法案の成立を推進した。さらには当初ケスクコーコ郡という名前でまだ組織化されていなかったシャルルボア郡をエメット郡に付設した。ストラングの影響力故にモルモン教徒が郡政府を支配し、非モルモン教徒は近隣の地域に逃げ出すことになった。1855年、非モルモン教徒の抵抗が功を奏し、ミシガン州議会に働きかけてエメット郡を再編成することとなり、別にビーバー島や南北のマニトー島でマニトー郡を設立して、エメット郡政府から事実上モルモン教徒を排除した。マニトー郡は1895年に廃止された。
1857年4月27日に住民投票でリトルトラバース（現在のハーバースプリングス）を郡庁所在地に選んだ。しかしこの頃、一群の投資家がマキノーシティの開発を促進しようとしており、その影響力を使って1858年2月、州議会でマキノーシティを郡庁所在地とする法案を通した。エメット郡監督委員会は、郡庁所在地がリトルトラバースに決まったことと抗議し、1861年、その法は違憲であるとして撤廃された。1867年の議論を呼んだ住民投票で、住民は郡庁所在地をシャルルボワに移すことに賛成し、このことは1868年の巡回裁判所判決でも支持された。しかし、1869年、シャルルボワ郡がエメット郡から分離し、シャルルボワの町はそのシャルルボワ郡内となった。公式に郡庁所在地を移す規程は無かったが、1902年4月までハーバースプリングスが非公式郡庁所在地となり、その後は郡全体の投票で現在のペトスキーが選定された。
シャルルボワ郡区は1853年に組織化され、現在の郡南半分にある9郡区の全てを含んでいた。1855年の再編で州議会は新たに下記4つの郡区を創設した
- ラクロア郡区、1875年にクロスビレッジ郡区に改名
- リトルトラバース郡区
- ベアクリーク郡区
- 昔のマキナック砦、後に別の郡区に吸収

1855年、郡監督官がアーバークロシュとユートピアの各郡区も設立した。州政府の不注意でリトルトラバース郡区とベアクリーク郡区の境界を誤っていたために、ある地域は両郡区に含まれるようになっていた。郡監督官の定義したアーバークロシュ郡区は州が定義したリトルトラバース郡区と同じ領域であり、ベアクリーク郡区と重複する地域を外すものとした。最終的にリトルトラバースの名前を生かして、アーバークロシュという名前は消失した。ユートピア郡区は後に別の郡区に吸収された。
1877年、あらたに下記の6郡区が組織化された。
- ブリス郡区
- フレンドシップ郡区
- リトルフィールド郡区
- メイプルリバー郡区
- プレザントビュー郡区
- リードモンド郡区

1878年にセンター郡区が、1879年にカープレイク郡区が追加された。1880年にリゾート郡区とスプリングベール郡区が作られたが、当時はシャルルボワ郡の一部だった。これらの郡区とベアクリーク郡区の境界は何度も変更された。現在は無くなっているベアレイクとスプリングレイク各郡区はこれらの郡区から分離して創られていた。1897年これらの郡区でエメット郡に残っていた所はベアクリーク郡区とスプリングベール郡区に吸収された。
1897年にはウェストトラバース郡区もフレンドシップとリトルトラバース郡区の一部を合わせて創られ、またイーグルトン郡区も作られたが、1903年にマッキンリー郡区に改名された。1923年、郡内で最後に作られた郡区としてワワタム郡区がケイプレイク郡区から分離して設立された。

## 地理
アメリカ合衆国国勢調査局に拠れば、郡域全面積は882.26平方マイル (2,285.0 km2)であり、このうち陸地467.82平方マイル (1,211.6 km2)、水域は414.44平方マイル (1,073.4 km2)で水域率は46.97%である。

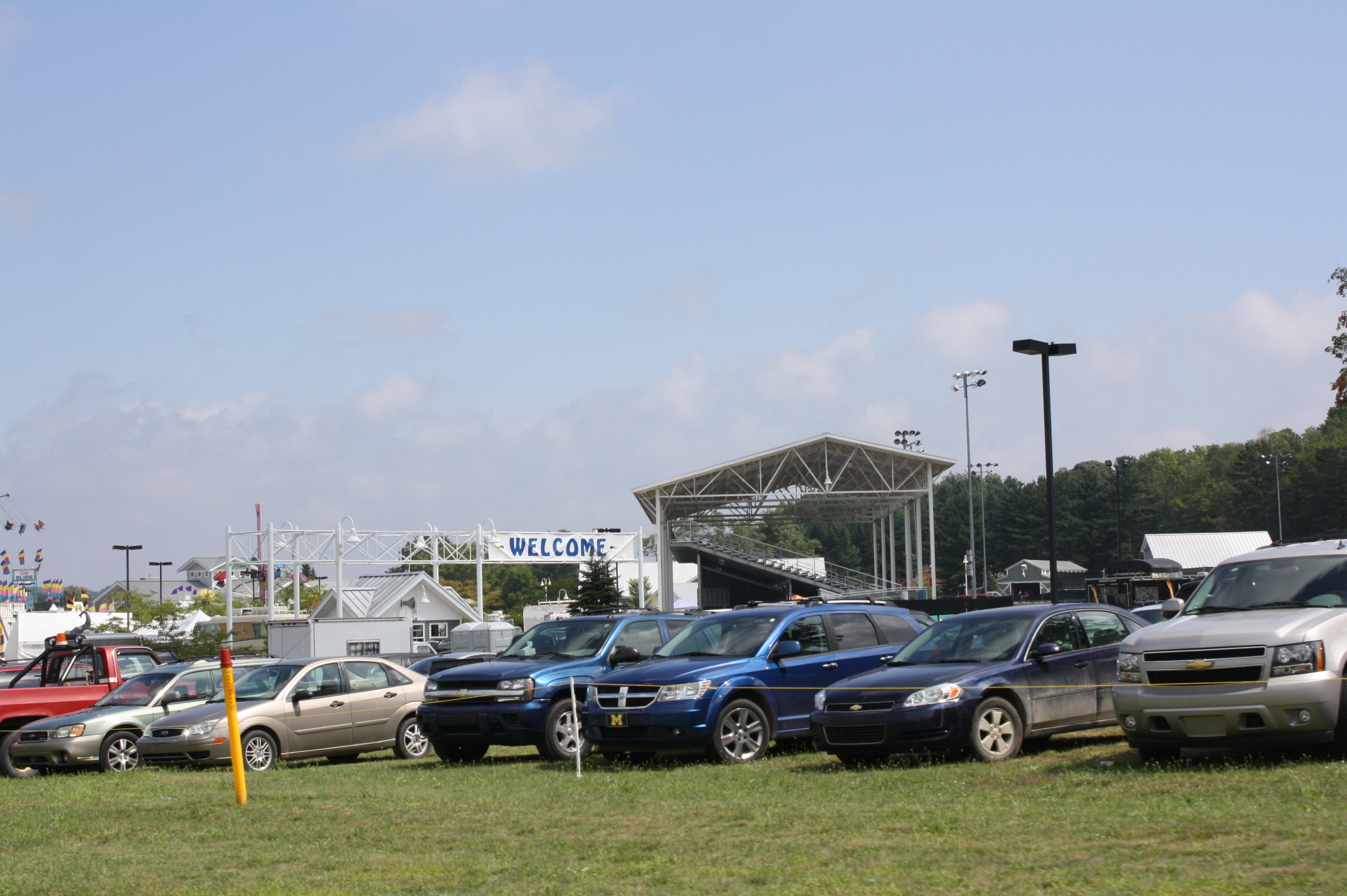
エメット郡催事広場

### 主要高規格道路
- 州間高速道路75号線
- アメリカ国道31号線
- アメリカ国道131号線
- ミシガン州道68号線
- ミシガン州道119号線
- エメット郡道58号線
- エメット郡道64号線
- エメット郡道66号線
- エメット郡道71号線
- エメット郡道77号線
- エメット郡道81号線

### 隣接する郡
- マキナック郡 - 北東
- シボイガン郡 - 東
- シャルルボア郡 - 南

## 人口動態
以下は2000年国勢調査による人口統計データである。
| 基礎データ - 人口: 31,437人 - 世帯数: 12,577 世帯 - 家族数: 8,527 家族 - 人口密度: 26人/km2（67人/mi2） - 住居数: 18,554軒 - 住居密度: 15軒/km2（40軒/mi2） 人種別人口構成 - 白人: 94.33% - アフリカン・アメリカン: 0.47% - ネイティブ・アメリカン: 3.11% - アジア人: 0.43% - 太平洋諸島系: 0.03% - その他の人種: 0.16% - 混血: 1.47% - ヒスパニック・ラテン系: 0.91% 先祖による構成 - ドイツ系：23.6% - イギリス系：11.4% - アイルランド系：11.3% - ポーランド系：9.0% - アメリカ人：8.4% 言語による構成 - 英語：96.9% - スペイン語：1.1% | 年齢別人口構成 - 18歳未満: 25.3% - 18-24歳: 7.1% - 25-44歳: 28.1% - 45-64歳: 25.2% - 65歳以上: 14.3% - 年齢の中央値: 39歳 - 性比（女性100人あたり男性の人口） - 総人口: 96.8 - 18歳以上: 93.7 世帯と家族（対世帯数） - 18歳未満の子供がいる: 31.7% - 結婚・同居している夫婦: 55.9% - 未婚・離婚・死別女性が世帯主: 8.5% - 非家族世帯: 32.2% - 単身世帯: 26.9% - 65歳以上の老人1人暮らし: 10.0% - 平均構成人数 - 世帯: 2.44人 - 家族: 2.97人 収入と家計 - 収入の中央値 - 世帯: 40,222米ドル - 家族: 48,140米ドル - 性別 - 男性: 33,3865米ドル - 女性: 24,173米ドル - 人口1人あたり収入: 21,070米ドル - 貧困線以下 - 対人口: 7.4% - 対家族数: 4.5% - 18歳未満: 7.3% - 65歳以上: 7.8% |

## 郡政府

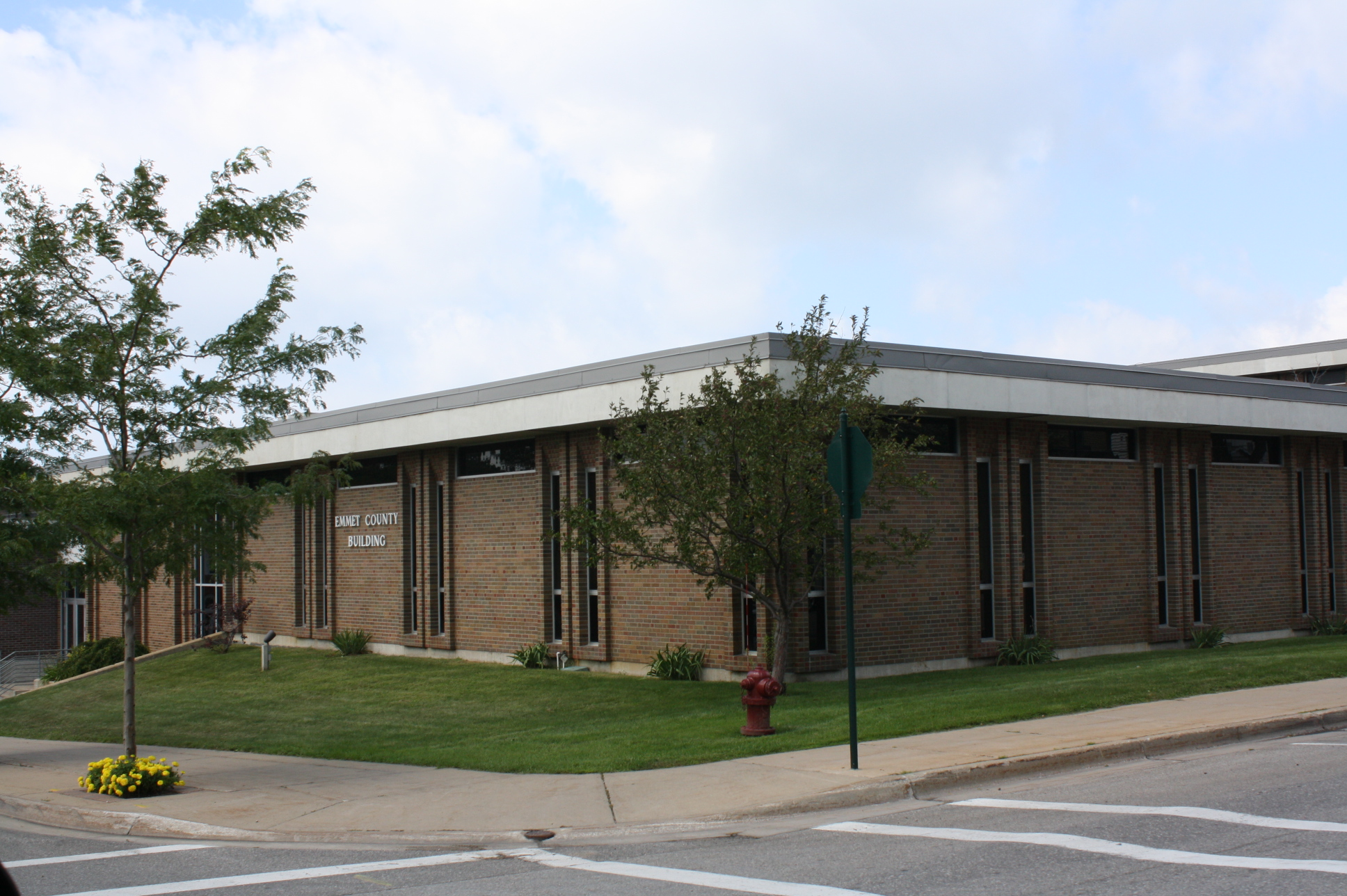
エメット郡庁

郡政府は郡監獄の運営、地方道の維持、地方裁判所の運営、権利譲渡と抵当権設定記録など重要記録の維持、公衆衛生規制の管理、福祉など社会サービスの項目で州の施策への参加を行う。郡政委員会は予算を管理するが、法や条例を作るのは限定付き権限である。ミシガン州では、警察と消防、建設と区画割、税評価、街路維持など地方政府の大半機能は個々の都市と郡区の責任である。

## 郡区
エメット郡は下記16の郡区に分割されている。

| - ベアクリーク - ブリス - カープレイク - センター | - クロスビレッジ - フレンドシップ - リトルトラバース - リトルフィールド | - メイプルリバー - マッキンリー - プレザントビュー - リードモンド | - リゾート - スプリングベール - ワワタム - ウェストトラバース |

## 都市と町
| 都市 - ペトスキー - 郡庁所在地 - ハーバースプリングス | 村 - アランソン - マキノーシティ - ペルストン | 未編入の町 - ベイビュー |

## 公園とレクリエーション
ヘッドランズはミシガン湖岸にある550エーカー (2.2 km2) の公園である。その中には森林、2マイル (3 km) 以上の手つかずの湖岸があり、多くの希少種や絶滅危惧種の植物が自生している。ハイキング、自転車乗り、クロスカントリー・スキーのために道標のある道がある。2011年5月、国際天文観測協会により国際的な天文観測適地公園の指定を受けた。